# Karet
No judaísmo, Karet (transliterado do hebraico: כרת, também como Kareth e Kares) é um castigo divino por transgredir a lei judaica.
É a punição para os crimes graves que não foram levados à justiça por um tribunal humano. Sua natureza não é clara, mas é comumente entendido como morrer jovem (antes dos 60 anos), morrer sem filhos, ou ser espiritualmente "eliminado" de seu povo no mundo vindouro.
O karet só é aplicável quando a transgressão foi feita de propósito e sem o posterior arrependimento apropriado. Quando feita sem intenção, tal transgressão geralmente exige que uma oferta pelo pecado seja trazida.

## Infrações puníveis com Karet
Há um total de 36 pecados puníveis com karet, os quais incluem:
1. Não ser circuncidado (Gênesis 17:14)
2. Comer alimentos fermentados durante o Pessach (Êxodo 12:19)
3. Comer carne de sacrifício, estando em um estado de impureza ritual (tumah) (Levítico 7:20–21)
4. Comer gordura não-kosher (Levítico 7:25)
5. Não pôr os animais abatidos para o sacrifício para o tabernáculo (Levítico 17:1–19)
6. Comer sangue (Levítico 17:10–12)
7. Comer sangue de um animal morto na caça (Levítico 17:14)
8. Ter relações sexuais durante a menstruação (niddah) (Levítico 18:19, Levítico 20:18)
9. Abominação sexual (Levítico 18:29)
10. Comer carne de sacrifício no terceiro dia após o sacrifício (Levítico 19:8)
11. Sacrificar uma criança a Moloque (Levítico 20:2–5)
12. Consultar fantasmas ou espíritos (Levítico 20:6)
13. Incesto (Levítico 20:17)
14. Um sacerdote aproximar-se de objetos sagrados em um estado de impureza ritual (tumah) (Levítico 22:3)
15. Comer no Yom Kippur (Levítico 23:29)
16. Profanar o Shabat (Levítico 31:14)